# Osh-Tisch
Osh-Tisch (en crow: "Los encuentra y los mata") fue un crow badé. Un badé (también escrito baté y boté) era entre los crow un varón afeminado, que travestido participaba en algunos de los roles sociales y ceremoniales desempeñados por las mujeres en esa cultura.
Osh-Tisch luchó en la Batalla de Rosebud de 1876, según relata Escudo Bonito.  Durante la batalla, Osh-Tisch y una mujer llamada La Otra Urraca salvaron a Toro Serpiente, y Osh-Tisch luego disparó a un guerrero lakota, por lo que recibió el nombre por el que se le conoce.
A finales de la década de 1890, un agente estadounidense llamado Briskow, encargado de obligar a los indígenas de las llanuras a asimilarse a la cultura dominante, encarceló a Osh-Tisch y a los demás badés, obligándolos a cortarse el pelo, vestir ropa masculina y realizar trabajos manuales como plantar árboles. Los crow, que consideraban a sus badés miembros valiosos de su comunidad, conocidos especialmente por su artesanía y cocina,  se indignaron, afirmando que este abuso iba en contra de su naturaleza.  El jefe Águila Bonita usó todo su poder para obligar al agente a dimitir y abandonar las tierras tribales. El historiador crow, Joe Medicine Crow, al relatar esta historia oral en 1982, declaró: «Intentar cambiarlos fue una tragedia». 
Osh-Tisch fue uno de los últimos badés conocidos de la Nación Crow, y se dice que la institución del badé entró en decadencia ya durante la vida de Osh-Tisch. Con las comunidades LGBT modernas brindando más opciones en la sociedad actual, algunas personas badé contemporáneas pueden participar en un renacimiento de estas tradiciones, o en las comunidades modernas panindias de dos espíritus o LGBT.